# Зульц-им-Вайнфиртель
Зульц-им-Вайнфиртель (нем. Sulz im Weinviertel) — ярмарочная коммуна (нем. Marktgemeinde) в Австрии, в федеральной земле Нижняя Австрия.
Входит в состав округа Гензерндорф. Население составляет 1171 человек (на 31 декабря 2005 года). Занимает площадь 31,37 км². Официальный код — 30857.

## Политическая ситуация
Бургомистр коммуны — Франц Фурхер по результатам выборов 2005 года.
Совет представителей коммуны (нем. Gemeinderat) состоит из 19 мест.
- АНП занимает 11 мест.
- СДПА занимает 5 мест.
- Партия BLS занимает 3 места.